# Thánh bài III
Thánh bài III (giản thể: 赌侠2之上海滩赌圣; phồn thể: 賭俠2之上海灘賭聖; bính âm: Dǔxiá èr Shànghǎi tān Dǔshèng; tựa tiếng Anh: God of Gamblers III: Back to Shanghai) là một bộ phim hài Hồng Kông sản xuất vào năm 1991, đạo diễn bởi Vương Tinh. Đây là phần tiếp theo của phim Thánh bài I và Thánh bài II.

## Nội dung
Châu Tinh bây giờ trở thành tay chơi cờ bạc nổi tiếng ở Hồng Kông, anh được mọi người gọi là "Đổ thánh" hay "Thánh bài". Anh và chú Ba thảo luận về một người đàn ông tên Châu Đại Phúc, là cha của chú Ba và cũng là ông nội của Tinh. Họ cũng có nói về Pierre Cashon - vua cờ bạc người Pháp đã chết một cách bí ẩn vào năm 1937. Cao thủ cờ bạc tên Đại Quân kéo anh em hắn đến tìm Tinh để trả thù. Họ dùng siêu năng lực hay còn gọi là công năng đặc dị chiến đấu với nhau. Việc này khiến Tinh, Đại Quân và chú Ba bị cuốn vào vòng xoáy thời gian rồi bị đưa về quá khứ. Tinh tỉnh lại gặp được cô gái tên Như Mộng, nhưng cô ấy đã bỏ chạy.
Tinh cứu Châu Đại Phúc, chính là ông nội của anh, đang treo cổ định tự tử. Tinh xem qua tờ báo mới biết Hứa Văn Cường vừa bị giết chết hôm qua. Lúc này anh mới biết mình đang ở Thượng Hải năm 1937. Tinh và ông Phúc tình cờ rơi vào một cuộc giao chiến giữa hai băng đảng xã hội đen. Tinh khai thác sức mạnh từ môn võ với khả năng tung ra cú đấm mạnh như trời giáng, chính cú đấm đó đã giết chết Lôi Lão Hổ - kẻ đã sát hại Hứa Văn Cường. Đinh Lực cảm kích trước hành động của Tinh nên mời anh và ông Phúc về dinh thự. Đinh Lực hứa sẽ sẵn sàng giúp đỡ Tinh và ông Phúc, bất cứ điều gì họ cần. Vào ngày tang lễ của Hứa Văn Cường, tên trùm xã hội đen Hoàng Kim Quý đến thuyết phục Đinh Lực hỗ trợ quân đội Đế quốc Nhật Bản xâm chiếm Trung Quốc, nhưng Đinh Lực không đồng ý. Ông thị trưởng và con gái ông, Như Tiên, cũng có mặt trong tang lễ. Như Tiên và Như Mộng là hai chị em song sinh, và Tinh không hề biết điều đó. Kim Quý cho đám thuộc hạ giết Đinh Lực, tuy nhiên Tinh đã dùng siêu năng lực giúp Đinh Lực thoát chết.
Vào ngày khai trương sòng bạc của Đinh Lực, Kawashima Yoshiko - nữ chỉ huy quân Nhật đến định hại Đinh Lực phá sản. Đại Quân bây giờ đang là thuộc hạ của Yoshiko. Tinh thấy thế quyết định giúp Đinh Lực thắng ván Tài Xỉu. Yoshiko tức giận bỏ đi sau khi hẹn tái đấu lần sau.
Ông Phúc và Ngô Xuân Thiên tìm cách sắp xếp cho Tinh và Như Mộng hẹn hò với nhau, đi chơi cùng nhau. Tinh nghĩ Như Mộng là Như Tiên và đem lòng yêu cô. Như Mộng cũng đem lòng yêu anh. Trong khi đó Như Tiên bất ngờ phát hiện ra cha mình đang hợp tác với quân Nhật, sau đó cô bị Kim Quý xô từ trên lầu rơi xuống mặt đường, chết ngay tại chỗ. Ông thị trưởng đành phải cho Như Mộng đóng giả Như Tiên để tiếp cận Đinh Lực.
Yoshiko cử một tên cao thủ võ thuật người Nhật đi bắt Tinh và ông Phúc về căn cứ quân Nhật. Họ cũng gặp được chú Ba đang bị bắt giữ trong này. Yoshiko bắt buộc Tinh và ông Phúc mưu sát Đinh Lực, nhưng Tinh không muốn làm điều đó. Họ cho nổ tung một chiếc xe để làm giả cái chết của Đinh Lực nhằm đánh lừa Yoshiko.
Tinh gọi điện thoại cho Long Ngũ ở năm 1991 nhờ giúp đỡ. Long Ngũ sau đó nhờ các nhân vật có siêu năng lực của Đại Quân đưa anh đến năm 1937. Tinh tìm cách giúp những người còn lại bỏ trốn khỏi căn cứ quân Nhật. Khó khăn lắm Tinh mới đánh gục được tên cao thủ võ thuật người Nhật. Nhóm của Tinh bị quân Nhật bao vây, may mắn là đội đặc nhiệm Long Ngũ từ tương lai đến cứu họ kịp thời, tiêu diệt đồn lính Nhật. Tinh kêu Long Ngũ về tương lai trước, còn anh đi đến sòng bạc giúp đỡ Đinh Lực.
Yoshiko mời vua cờ bạc người Pháp Pierre Cashon chơi bài với Tinh. Tinh và Pierre đấu với nhau dữ dội đến nỗi cả hai đều bị mất hết siêu năng lực. Cả hai đành phải chơi bài bằng khả năng thật của mình. Đại Quân bất ngờ thay đổi chiến tuyến và giúp Tinh thắng ván bài cuối cùng. Pierre bị sốc nên ngã ra chết tại chỗ. Kim Quý tính bắt Như Mộng làm con tin để uy hiếp mọi người, nhưng hắn bị Đinh Lực bắn chết.
Đại Quân dùng siêu năng lực để đưa Tinh và chú Ba về lại Hồng Kông năm 1991. Riêng Đại Quân chỉ muốn ở lại nơi này chứ không muốn về năm 1991 nữa. Tinh muốn đưa Như Mộng đi theo nhưng không được, vì cô sẽ bị già và chết nếu đến tương lai. Tinh đành phải để cô ở lại và dặn Đinh Lực chăm sóc cô.
Tinh và chú Ba về đến Hồng Kông năm 1991. Quá đau lòng khi phải xa Như Mộng, Tinh tuyên bố sẽ không yêu ai nữa. Bất ngờ một chiếc xe hơi chạy đến, người trong xe bước ra là Ỷ Mộng (người yêu của Tinh trong phim Thánh bài), làm Tinh nhảy cẫng lên vui sướng và bỏ rơi chú Ba, chạy đến bên cô.

## Diễn viên
- Châu Tinh Trì vai Châu Tinh
- Ngô Mạnh Đạt vai Chú Ba / Châu Đại Phúc
- Củng Lợi vai Như Tiên / Như Mộng
- Lữ Lương Vĩ vai Đinh Lực
- Ngô Quân Như vai Ngô Xuân Thiên
- Trình Đông vai Đại Quân
- Hoàng Vận Thi vai Kawashima Yoshiko
- Long Phương vai Hoàng Kim Quý
- Điền Phong vai Thị trưởng
- Châu Tỉ Lợi vai Cao thủ võ thuật người Nhật
- Declan Michael Wong vai Pierre Cashon
- Trần Long vai Lôi Lão Hổ
- Trương Mẫn vai Ỷ Mộng
- Hoàng Bỉnh Diệu vai Cảnh sát trưởng
- Vương Tinh vai Sĩ quan cảnh sát